# براد ديلر
براد ديلر (بالإنجليزية: Brad Diller) هو رسام كارتون أمريكي، ولد في 27 يونيو 1955 في تشارلستون في الولايات المتحدة.